# Fußballverband Sachsen-Anhalt

Ehemaliges Logo

Der Fußballverband Sachsen-Anhalt (FSA) ist die Dachorganisation aller Fußballvereine in Sachsen-Anhalt. Seine Gründung als eingetragener Verein erfolgte am 19. August 1990 in Magdeburg, wo der Verband auch seinen Sitz hat. Die Farben des FSA sind schwarzgelb. Als Mitglied des Deutschen Fußball-Bundes (DFB), des Nordostdeutschen Fußballverbandes (NOFV) und des Landessportbundes (LSB) Sachsen-Anhalt regelt er im Einklang mit deren Satzungen seine Angelegenheiten selbständig. Dem Verband gehören 91.575 Mitglieder und 708 Vereine an, welche wiederum mit 2.642 Mannschaften am Spielbetrieb teilnehmen.

## Organisation
Dem Verband steht der Präsident Holger Stahlknecht vor. Die Geschäftsstelle mit 17 Mitarbeitern wird von Markus Scheibel geleitet.

## Gliederung
Der FSA gliedert sich regional in 12 Kreisfachverbände (KFV) und 2 Stadtfachverbände (SFV):
- KFV Altmark-Ost[2]
- KFV Altmark-West[3]
- KFV Anhalt[4]
- KFV Anhalt-Bitterfeld[5]
- KFV Börde[6]
- KFV Burgenland[7]
- SFV Halle[8]
- KFV Harz
- KFV Jerichower Land
- SFV Magdeburg
- KFV Mansfeld-Südharz
- KFV Saalekreis[9]
- KFV Salzland[10]
- KFV Wittenberg

## Wettbewerbe

### Spielklassen
- Herren

Die höchste Spielklasse ist die Verbandsliga Sachsen-Anhalt. Darunter befindet sich die Landesliga in den Staffeln Nord und Süd. Die dritthöchste Ebene der Herren-Spielklassen des FSA bilden die sechs Staffeln der Landesklasse.
- Junioren

Für die A-, B-, C- und D-Junioren bildet die Verbandsliga die jeweils höchste Spielklasse innerhalb des FSA. Die jüngsten Fußballer, die E-, F- und G-Junioren, spielen auf Kreisebene jeweils in der höchsten Spielklasse um Punkte.
- Frauen

Die höchste Spielklasse der Frauen ist die Verbandsliga Sachsen-Anhalt. Darunter befindet sich die Landesliga in den Staffeln Nord und Süd. Die dritthöchste Ebene der Frauen-Spielklassen des FSA bilden die fünf Staffeln der Regionalklasse.

### Pokalwettbewerbe
Der FSA ist Ausrichter des Sachsen-Anhalt-Pokals im Herrenbereich, dessen Sieger sich für die 1. Hauptrunde im DFB-Pokal qualifiziert, sowie der Landespokale für Frauen und aller Altersklassen von der A-Jugend bis zur E-Jugend.

## Vereine des FSA in höheren Ligen

### Männer-Fußball
| Nationale Ligastufe (Saison 2024/25) | Bezeichnung          | Anzahl | Mannschaften |
| ------------------------------------ | -------------------- | ------ | --- |
| 1                                    | 1. Bundesliga        | –      | – |
| 2                                    | 2. Bundesliga        | 1      | 1. FC Magdeburg |
| 3                                    | 3. Liga              | –      | – |
| 4                                    | Regionalliga Nordost | 1      | Hallescher FC |
| 5                                    | NOFV-Oberliga Süd    | 6      | VfB Germania Halberstadt, VfL Halle 1896, 1. FC Magdeburg II, SG Union Sandersdorf, FC Einheit Wernigerode, SV Blau-Weiß Zorbau |

### Frauen-Fußball
| Nationale Ligastufe (Saison 2024/25) | Bezeichnung                 | Anzahl | Mannschaften    |
| ------------------------------------ | --------------------------- | ------ | --------------- |
| 1                                    | 1. Frauen-Bundesliga        | –      | –               |
| 2                                    | 2. Frauen-Bundesliga        | –      | –               |
| 3                                    | Frauen-Regionalliga Nordost | 1      | 1. FC Magdeburg |

## Ligasystem des FSA im Herrenbereich
| Stufe                 | Liga                                        | Liga                                        | Liga                                        | Liga                                        | Liga                                        | Liga                                        | Liga                                          | Liga                                          | Liga                                          | Liga                                          | Liga                                          | Liga                                          | Liga                                        | Liga                                        | Liga                                        | Liga                                        | Liga                                        | Liga                                        | Liga                                            | Liga                                            | Liga                                            | Liga                                            | Liga                                            | Liga                                            | Liga                                        | Liga                                        | Liga                                        | Liga                                        | Liga                                        | Liga                                        | Liga                                        | Liga                                        | Liga                                        | Liga                                        | Liga                                        | Liga                                        | Liga                                        | Liga                                        | Liga                                        | Liga                                        | Liga                                        | Liga                                        |
| --------------------- | ------------------------------------------- | ------------------------------------------- | ------------------------------------------- | ------------------------------------------- | ------------------------------------------- | ------------------------------------------- | --------------------------------------------- | --------------------------------------------- | --------------------------------------------- | --------------------------------------------- | --------------------------------------------- | --------------------------------------------- | ------------------------------------------- | ------------------------------------------- | ------------------------------------------- | ------------------------------------------- | ------------------------------------------- | ------------------------------------------- | ----------------------------------------------- | ----------------------------------------------- | ----------------------------------------------- | ----------------------------------------------- | ----------------------------------------------- | ----------------------------------------------- | ------------------------------------------- | ------------------------------------------- | ------------------------------------------- | ------------------------------------------- | ------------------------------------------- | ------------------------------------------- | ------------------------------------------- | ------------------------------------------- | ------------------------------------------- | ------------------------------------------- | ------------------------------------------- | ------------------------------------------- | ------------------------------------------- | ------------------------------------------- | ------------------------------------------- | ------------------------------------------- | ------------------------------------------- | ------------------------------------------- |
| Landesebene           |                                             |                                             |                                             |                                             |                                             |                                             |                                               |                                               |                                               |                                               |                                               |                                               |                                             |                                             |                                             |                                             |                                             |                                             |                                                 |                                                 |                                                 |                                                 |                                                 |                                                 |                                             |                                             |                                             |                                             |                                             |                                             |                                             |                                             |                                             |                                             |                                             |                                             |                                             |                                             |                                             |                                             |                                             |                                             |
| 6                     | Verbandsliga Sachsen-Anhalt 17 Mannschaften | Verbandsliga Sachsen-Anhalt 17 Mannschaften | Verbandsliga Sachsen-Anhalt 17 Mannschaften | Verbandsliga Sachsen-Anhalt 17 Mannschaften | Verbandsliga Sachsen-Anhalt 17 Mannschaften | Verbandsliga Sachsen-Anhalt 17 Mannschaften | Verbandsliga Sachsen-Anhalt 17 Mannschaften   | Verbandsliga Sachsen-Anhalt 17 Mannschaften   | Verbandsliga Sachsen-Anhalt 17 Mannschaften   | Verbandsliga Sachsen-Anhalt 17 Mannschaften   | Verbandsliga Sachsen-Anhalt 17 Mannschaften   | Verbandsliga Sachsen-Anhalt 17 Mannschaften   | Verbandsliga Sachsen-Anhalt 17 Mannschaften | Verbandsliga Sachsen-Anhalt 17 Mannschaften | Verbandsliga Sachsen-Anhalt 17 Mannschaften | Verbandsliga Sachsen-Anhalt 17 Mannschaften | Verbandsliga Sachsen-Anhalt 17 Mannschaften | Verbandsliga Sachsen-Anhalt 17 Mannschaften | Verbandsliga Sachsen-Anhalt 17 Mannschaften     | Verbandsliga Sachsen-Anhalt 17 Mannschaften     | Verbandsliga Sachsen-Anhalt 17 Mannschaften     | Verbandsliga Sachsen-Anhalt 17 Mannschaften     | Verbandsliga Sachsen-Anhalt 17 Mannschaften     | Verbandsliga Sachsen-Anhalt 17 Mannschaften     | Verbandsliga Sachsen-Anhalt 17 Mannschaften | Verbandsliga Sachsen-Anhalt 17 Mannschaften | Verbandsliga Sachsen-Anhalt 17 Mannschaften | Verbandsliga Sachsen-Anhalt 17 Mannschaften | Verbandsliga Sachsen-Anhalt 17 Mannschaften | Verbandsliga Sachsen-Anhalt 17 Mannschaften | Verbandsliga Sachsen-Anhalt 17 Mannschaften | Verbandsliga Sachsen-Anhalt 17 Mannschaften | Verbandsliga Sachsen-Anhalt 17 Mannschaften | Verbandsliga Sachsen-Anhalt 17 Mannschaften | Verbandsliga Sachsen-Anhalt 17 Mannschaften | Verbandsliga Sachsen-Anhalt 17 Mannschaften | Verbandsliga Sachsen-Anhalt 17 Mannschaften | Verbandsliga Sachsen-Anhalt 17 Mannschaften | Verbandsliga Sachsen-Anhalt 17 Mannschaften | Verbandsliga Sachsen-Anhalt 17 Mannschaften | Verbandsliga Sachsen-Anhalt 17 Mannschaften | Verbandsliga Sachsen-Anhalt 17 Mannschaften |
| 7                     | Landesliga Nord 17 Mannschaften             | Landesliga Nord 17 Mannschaften             | Landesliga Nord 17 Mannschaften             | Landesliga Nord 17 Mannschaften             | Landesliga Nord 17 Mannschaften             | Landesliga Nord 17 Mannschaften             | Landesliga Nord 17 Mannschaften               | Landesliga Nord 17 Mannschaften               | Landesliga Nord 17 Mannschaften               | Landesliga Nord 17 Mannschaften               | Landesliga Nord 17 Mannschaften               | Landesliga Nord 17 Mannschaften               | Landesliga Nord 17 Mannschaften             | Landesliga Nord 17 Mannschaften             | Landesliga Nord 17 Mannschaften             | Landesliga Nord 17 Mannschaften             | Landesliga Nord 17 Mannschaften             | Landesliga Nord 17 Mannschaften             | Landesliga Nord 17 Mannschaften                 | Landesliga Nord 17 Mannschaften                 | Landesliga Nord 17 Mannschaften                 | Landesliga Süd 17 Mannschaften                  | Landesliga Süd 17 Mannschaften                  | Landesliga Süd 17 Mannschaften                  | Landesliga Süd 17 Mannschaften              | Landesliga Süd 17 Mannschaften              | Landesliga Süd 17 Mannschaften              | Landesliga Süd 17 Mannschaften              | Landesliga Süd 17 Mannschaften              | Landesliga Süd 17 Mannschaften              | Landesliga Süd 17 Mannschaften              | Landesliga Süd 17 Mannschaften              | Landesliga Süd 17 Mannschaften              | Landesliga Süd 17 Mannschaften              | Landesliga Süd 17 Mannschaften              | Landesliga Süd 17 Mannschaften              | Landesliga Süd 17 Mannschaften              | Landesliga Süd 17 Mannschaften              | Landesliga Süd 17 Mannschaften              | Landesliga Süd 17 Mannschaften              | Landesliga Süd 17 Mannschaften              | Landesliga Süd 17 Mannschaften              |
| 8                     | Landesklasse 1 14 Mannschaften              | Landesklasse 1 14 Mannschaften              | Landesklasse 1 14 Mannschaften              | Landesklasse 1 14 Mannschaften              | Landesklasse 1 14 Mannschaften              | Landesklasse 1 14 Mannschaften              | Landesklasse 1 14 Mannschaften                | Landesklasse 2 16 Mannschaften                | Landesklasse 2 16 Mannschaften                | Landesklasse 2 16 Mannschaften                | Landesklasse 2 16 Mannschaften                | Landesklasse 2 16 Mannschaften                | Landesklasse 2 16 Mannschaften              | Landesklasse 2 16 Mannschaften              | Landesklasse 3 15 Mannschaften              | Landesklasse 3 15 Mannschaften              | Landesklasse 3 15 Mannschaften              | Landesklasse 3 15 Mannschaften              | Landesklasse 3 15 Mannschaften                  | Landesklasse 3 15 Mannschaften                  | Landesklasse 3 15 Mannschaften                  | Landesklasse 4 15 Mannschaften                  | Landesklasse 4 15 Mannschaften                  | Landesklasse 4 15 Mannschaften                  | Landesklasse 4 15 Mannschaften              | Landesklasse 4 15 Mannschaften              | Landesklasse 4 15 Mannschaften              | Landesklasse 4 15 Mannschaften              | Landesklasse 5 14 Mannschaften              | Landesklasse 5 14 Mannschaften              | Landesklasse 5 14 Mannschaften              | Landesklasse 5 14 Mannschaften              | Landesklasse 5 14 Mannschaften              | Landesklasse 5 14 Mannschaften              | Landesklasse 5 14 Mannschaften              | Landesklasse 6 15 Mannschaften              | Landesklasse 6 15 Mannschaften              | Landesklasse 6 15 Mannschaften              | Landesklasse 6 15 Mannschaften              | Landesklasse 6 15 Mannschaften              | Landesklasse 6 15 Mannschaften              | Landesklasse 6 15 Mannschaften              |
| Kreis- und Stadtebene |                                             |                                             |                                             |                                             |                                             |                                             |                                               |                                               |                                               |                                               |                                               |                                               |                                             |                                             |                                             |                                             |                                             |                                             |                                                 |                                                 |                                                 |                                                 |                                                 |                                                 |                                             |                                             |                                             |                                             |                                             |                                             |                                             |                                             |                                             |                                             |                                             |                                             |                                             |                                             |                                             |                                             |                                             |                                             |
| 9                     | Kreisoberliga Altmark Ost 14 Mannschaften   | Kreisoberliga Altmark Ost 14 Mannschaften   | Kreisoberliga Altmark Ost 14 Mannschaften   | Kreisoberliga Altmark Ost 14 Mannschaften   | Kreisoberliga Altmark Ost 14 Mannschaften   | Kreisoberliga Altmark Ost 14 Mannschaften   | 1. Altmark-West-Liga 12 Mannschaften          | 1. Altmark-West-Liga 12 Mannschaften          | 1. Altmark-West-Liga 12 Mannschaften          | 1. Altmark-West-Liga 12 Mannschaften          | 1. Altmark-West-Liga 12 Mannschaften          | 1. Altmark-West-Liga 12 Mannschaften          | Kreisoberliga Anhalt 10 Mannschaften        | Kreisoberliga Anhalt 10 Mannschaften        | Kreisoberliga Anhalt 10 Mannschaften        | Kreisoberliga Anhalt 10 Mannschaften        | Kreisoberliga Anhalt 10 Mannschaften        | Kreisoberliga Anhalt 10 Mannschaften        | Kreisoberliga Anhalt-Bitterfeld 14 Mannschaften | Kreisoberliga Anhalt-Bitterfeld 14 Mannschaften | Kreisoberliga Anhalt-Bitterfeld 14 Mannschaften | Kreisoberliga Anhalt-Bitterfeld 14 Mannschaften | Kreisoberliga Anhalt-Bitterfeld 14 Mannschaften | Kreisoberliga Anhalt-Bitterfeld 14 Mannschaften | Bördeoberliga 14 Mannschaften               | Bördeoberliga 14 Mannschaften               | Bördeoberliga 14 Mannschaften               | Bördeoberliga 14 Mannschaften               | Bördeoberliga 14 Mannschaften               | Bördeoberliga 14 Mannschaften               | Kreisoberliga Burgenland 14 Mannschaften    | Kreisoberliga Burgenland 14 Mannschaften    | Kreisoberliga Burgenland 14 Mannschaften    | Kreisoberliga Burgenland 14 Mannschaften    | Kreisoberliga Burgenland 14 Mannschaften    | Kreisoberliga Burgenland 14 Mannschaften    | Stadtoberliga Halle 14 Mannschaften         | Stadtoberliga Halle 14 Mannschaften         | Stadtoberliga Halle 14 Mannschaften         | Stadtoberliga Halle 14 Mannschaften         | Stadtoberliga Halle 14 Mannschaften         | Stadtoberliga Halle 14 Mannschaften         |
| 9                     | Harzoberliga 13 Mannschaften                | Harzoberliga 13 Mannschaften                | Harzoberliga 13 Mannschaften                | Harzoberliga 13 Mannschaften                | Harzoberliga 13 Mannschaften                | Harzoberliga 13 Mannschaften                | Kreisoberliga Jerichower Land 11 Mannschaften | Kreisoberliga Jerichower Land 11 Mannschaften | Kreisoberliga Jerichower Land 11 Mannschaften | Kreisoberliga Jerichower Land 11 Mannschaften | Kreisoberliga Jerichower Land 11 Mannschaften | Kreisoberliga Jerichower Land 11 Mannschaften | Stadtoberliga Magdeburg 12 Mannschaften     | Stadtoberliga Magdeburg 12 Mannschaften     | Stadtoberliga Magdeburg 12 Mannschaften     | Stadtoberliga Magdeburg 12 Mannschaften     | Stadtoberliga Magdeburg 12 Mannschaften     | Stadtoberliga Magdeburg 12 Mannschaften     | Kreisoberliga Mansfeld-Südharz 12 Mannschaften  | Kreisoberliga Mansfeld-Südharz 12 Mannschaften  | Kreisoberliga Mansfeld-Südharz 12 Mannschaften  | Kreisoberliga Mansfeld-Südharz 12 Mannschaften  | Kreisoberliga Mansfeld-Südharz 12 Mannschaften  | Kreisoberliga Mansfeld-Südharz 12 Mannschaften  | Kreisoberliga Saalekreis 14 Mannschaften    | Kreisoberliga Saalekreis 14 Mannschaften    | Kreisoberliga Saalekreis 14 Mannschaften    | Kreisoberliga Saalekreis 14 Mannschaften    | Kreisoberliga Saalekreis 14 Mannschaften    | Kreisoberliga Saalekreis 14 Mannschaften    | Salzlandliga 14 Mannschaften                | Salzlandliga 14 Mannschaften                | Salzlandliga 14 Mannschaften                | Salzlandliga 14 Mannschaften                | Salzlandliga 14 Mannschaften                | Salzlandliga 14 Mannschaften                | Kreisoberliga Wittenberg 12 Mannschaften    | Kreisoberliga Wittenberg 12 Mannschaften    | Kreisoberliga Wittenberg 12 Mannschaften    | Kreisoberliga Wittenberg 12 Mannschaften    | Kreisoberliga Wittenberg 12 Mannschaften    | Kreisoberliga Wittenberg 12 Mannschaften    |

Unterhalb der Kreisoberligen existieren je nach Kreis- bzw. Stadtfachverband bis zu drei weitere Stufen. In der Regel handelt es sich dabei um die Kreisliga sowie die darauf folgende erste und zweite Kreisklasse, die je nach Kreis- bzw. Stadtfachverband aus einer bis zu drei Staffeln besteht.